# Liste der Kulturgüter in Berg am Irchel
Die Liste der Kulturgüter in Berg am Irchel enthält alle Objekte in der Gemeinde Berg am Irchel im Kanton Zürich, die gemäss der Haager Konvention zum Schutz von Kulturgut bei bewaffneten Konflikten, dem Bundesgesetz vom 20. Juni 2014 über den Schutz der Kulturgüter bei bewaffneten Konflikten sowie der Verordnung vom 29. Oktober 2014 über den Schutz der Kulturgüter bei bewaffneten Konflikten unter Schutz stehen.
Objekte der Kategorien A und B sind vollständig in der Liste enthalten, Objekte der Kategorie C fehlen zurzeit (Stand: 1. Januar 2023). Unter übrige Baudenkmäler sind weitere geschützte Objekte zu finden, die im Verzeichnis der Objekte von überkommunaler Bedeutung der kantonalen Denkmalpflege zu finden und nicht bereits in der Liste der Kulturgüter enthalten sind.

## Kulturgüter
| Foto |                                                                                              | Objekt                                                                    | Kat. | Typ | Standort                                   | Beschreibung |
| ---- | -------------------------------------------------------------------------------------------- | ------------------------------------------------------------------------- | ---- | --- | ------------------------------------------ | ------------ |
| ja   | Datei hochladen · Wikidata zu Ebersberg, Teil der spätrömischen Rheinbefestigung (Q29574002) | Ebersberg, Teil der spätrömischen Rheinbefestigung KGS-Nr.: 11655         | A    | F   | 685810 / 269635                            |              |
| BW   | Datei hochladen · Wikidata zu Irchel, Wallanlage, Schartenflue (Q29932498)                   | Irchel / Schartenflue, Wallanlage unbekannter Zeitstellung KGS-Nr.: 07407 | B    | F   | Irchel 687100 / 267400                     |              |
| ja   | Datei hochladen · Wikidata zu Schloss Berg am Irchel (Q101093357)                            | Schloss Berg mit ehemaligen Stallungen und Orangerie KGS-Nr.: 07408       | B    | G   | Schlossgasse 4–10 687340 / 269380          |              |
| ja   | Datei hochladen · Wikidata zu Schloss Eigental (1588, 1667) (Q29932503)                      | Schloss Eigenthal KGS-Nr.: 07409                                          | B    | G   | Eigental 687824 / 269395                   |              |
| ja   | Datei hochladen · Wikidata zu Reformierte Kirche Berg am Irchel (Q29932499)                  | Reformierte Kirche KGS-Nr.: 12514                                         | B    | G   | Hauptstrasse / Chileweg 2a 687233 / 269504 |              |
| ja   | Datei hochladen · Wikidata zu Höhensiedlung (Q29932497)                                      | Ebersberg, bronze- und hallstattzeitliche Höhensiedlung KGS-Nr.: 14818    | B    | F   | 685787 / 269655                            |              |
| ja   | Datei hochladen · Wikidata zu Schlossbuck Burg / Burgstelle / Motte (Q29932505)              | Schlossbuck, mittelalterliche Burgstelle und Motte KGS-Nr.: 14819         | B    | F   | Irchelstrasse 685381 / 268920              |              |

## Übrige Baudenkmäler
| ID       | Foto |                 | Objekt                             | Kat.    | Typ | Standort                                      | Beschreibung |
| -------- | ---- | --------------- | ---------------------------------- | ------- | --- | --------------------------------------------- | ------------ |
| 02300025 | ja   | Datei hochladen | Bauernhaus                         | C       | G   | Gräslikon, Wilerstrasse 27/31 687926 / 268092 |              |
| 02300027 | ja   | Datei hochladen | Bauernhaus                         | C       | G   | Gräslikon, Wilerstrasse 19 687878 / 268081    |              |
| 02300036 | ja   | Datei hochladen | Bauernhaus, Hausteil 2             | C       | G   | Gräslikon, Hauptstrasse 108 687774 / 268070   |              |
| 02300042 | ja   | Datei hochladen | Ehemaliges Bauernhaus              | B reg.  | G   | Gräslikon, Schulstrasse 1 687772 / 268029     |              |
| 02300046 | ja   | Datei hochladen | Primarschulhaus Gräslikon          | B reg.  | G   | Gräslikon, Schulstrasse 18 687635 / 268104    |              |
| 02300051 | ja   | Datei hochladen | Wohnhaus, Schloss Berg             | B kant. | G   | Schlossgasse 4/8 687314 / 269398              |              |
| 02300053 | ja   | Datei hochladen | Haus Kloster, Hausteil 1           | B reg.  | G   | bei Chloster 5 687295 / 269518                |              |
| 02300054 |      | Datei hochladen | Orangerie, Schloss Berg            | B kant. | G   | bei Schlossgasse 10 687361 / 269343           |              |
| 02300059 | ja   | Datei hochladen | Ehemaliges Bauernhaus              | C       | G   | Schlossgasse 3 687275 / 269456                |              |
| 02300060 |      | Datei hochladen | Kirchgemeindehaus                  | C       | G   | Chloster 6 687291 / 269480                    |              |
| 02300061 | ja   | Datei hochladen | Bauernhaus                         | B reg.  | G   | Chloster 2 687274 / 269492                    |              |
| 02300062 |      | Datei hochladen | Haus Kloster, Hausteil 2           | B reg.  | G   | Chloster 3 687283 / 269511                    |              |
| 02300063 |      | Datei hochladen | Haus Kloster, Hausteil 3           | B reg.  | G   | Chloster 5 687297 / 269507                    |              |
| 02300072 | ja   | Datei hochladen | Ehemaliges Gemeinde- und Schulhaus | C       | G   | Chileweg 5/6 687219 / 269469                  |              |
| 02300079 | ja   | Datei hochladen | Ehemaliges Bauernhaus und Schmiede | B reg.  | G   | Chileweg 14 687184 / 269439                   |              |
| 02300092 | ja   | Datei hochladen | Bauernhaus                         | C       | G   | Dorfstrasse 7–9 687177 / 269408               |              |
| 02300094 | ja   | Datei hochladen | Schulhaus                          | C       | G   | Schulweg 4 687147 / 269336                    |              |
| 02300096 | ja   | Datei hochladen | Ehemaliges Bauernhaus              | C       | G   | Dorfstrasse 29 687095 / 269342                |              |
| 02300097 | ja   | Datei hochladen | Haus Diener                        | C       | G   | Dorfstrasse 31 687086 / 269369                |              |
| 02300104 |      | Datei hochladen | Ehemaliges Bauernhaus              | C       | G   | Trottenweg 2/10 687052 / 269284               |              |
| 02300117 | ja   | Datei hochladen | Ehemaliges Bauernhaus, Hausteil 2  | C       | G   | Dorfstrasse 47 686970 / 269383                |              |
| 02300149 | ja   | Datei hochladen | Bauernhaus, Hausteil 3             | C       | G   | Haldenweg 5 687066 / 269451                   |              |

Legende: Im Wesentlichen siehe Legende der Liste der Kulturgüter von nationaler und regionaler Bedeutung, mit folgenden Ausnahmen:
- Anstelle der KGS-Nummer wird als Objekt-Identifikator (ID) die Inventarnummer im Verzeichnis der Objekte von überkommunaler Bedeutung des kantonalen Denkmalschutzamtes verwendet.
- Bei den Kategorien wird wie folgt unterschieden: B kant. = Objekt von kantonaler Bedeutung (Kanton Zürich); B reg. = Objekt von regionaler Bedeutung (Kanton Zürich).